# Магнахар
Магнахар (Магнахарий; лат. Magnacharius, нем. Magnachar; VI век) — франкский герцог (лат. dux) алеманнского происхождения во второй половине VI века; возможно, герцог Алеманнии приблизительно между 555 и 565 годами.

## Биография
Основными средневековыми историческими источниками о Магнахаре являются «История франков» Григория Турского и «Хроника» Мария Аваншского.
По свидетельству Мария Аваншского, Магнахар был герцогом, управлявшим землями в Аваншской епархии примерно между 555 и 565 годами. Возможно, в качестве правителя Алеманнии он был преемником Букцелена, погибшего в 554 году во время похода в Италию. В труде Григория Турского сообщается, что дочь Магнахара Маркатруда в 561 году стала второй супругой короля Бургундии Гунтрамна.
Следующим известным из источников правителем алеманнов был Ваефар.